# Enzo Francescoli
Enzo Francescoli Uriarte (Montevidéu, 12 de novembro de 1961) é um ex-futebolista uruguaio que atuava como meia ofensivo. Destacou-se como um dos maiores jogadores do Uruguai, sendo talvez o maior deles que jamais jogou pelos dois maiores clubes de seu país: o Nacional e o Peñarol. Era conhecido, por seu estilo clássico e elegante, como El Príncipe, em referência a Aníbal Ciocca, antigo craque uruguaio dos anos 1930 e 40. Foi o único uruguaio incluído por Pelé no FIFA 100, e foi escolhido pela Federação Internacional de História e Estatísticas do Futebol o sexto maior jogador de seu país e o 24º da América do Sul no Século XX.[carece de fontes?]
É considerado um craque solitário em uma época decadente da Celeste. Esteve em duas Copas do Mundo, 1986 e 1990, em que o Uruguai pouco brilhou: em ambas, sua seleção caiu nas oitavas-de-final (contra a rival e futura campeã Argentina e a anfitriã Itália, respectivamente), para a qual só havia chegado, nos dois casos, como uma das melhores terceiras colocadas na primeira fase. Com ele já veterano, os uruguaios não se classificaram para os mundiais de 1994 e 1998. Ao todo, disputou oito partidas de Copa do Mundo, vencendo somente uma - contra a então pouquíssimo expressiva Coreia do Sul, e por apenas 1–0.[carece de fontes?]
Seus maiores triunfos com a camisa celeste ficaram guardados para as Copa América. Francescoli disputou cinco edições, chegando às finais das quatro em que atuou em campo e vencendo três dessas, perdendo apenas a de 1989, contra o Brasil, que jogava em casa. Foi nas edições do torneio, por sinal, que ele marcou o seu primeiro e o seu último gol pela seleção.[carece de fontes?]
Francescoli foi ídolo até na rival Argentina, onde sente-se mais querido até do que na própria terra natal, onde nem seus três títulos na Copa América o livram para muitos compatriotas de uma imagem de quem não ganhou nada por lá. No país vizinho, onde vive atualmente, brilhou em duas passagens pelo River Plate, sendo um dos maiores ídolos deste clube, do qual é o estrangeiro que mais marcou gols e condutor da segunda conquista do clube na Taça Libertadores da América, tendo faturado ainda cinco títulos argentinos nos somados seis anos em que atuou pela equipe. Também fez sucesso nas duas equipes em que jogou na França, apesar dos maus resultados de uma (Racing Paris) e de sua passagem efêmera pela outra (Olympique de Marseille).

## Carreira em clubes

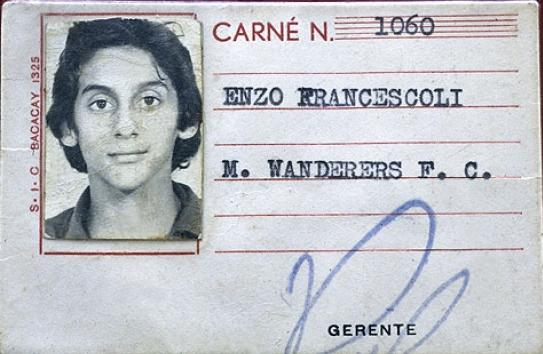
O garoto Francescoli em foto 3 x 4 de sua carteirinha de jogador juvenil do Montevideo Wanderers, primeiro clube de sua carreira e o único que defendeu em seu país natal.

### Montevideo Wanderers
Torcedor do Peñarol, Francescoli poderia ter começado a carreira na equipe aurinegra, onde chegou a ser bem cotado após um teste. Todavia, desencantou-se com a condução das peneiras carboneras, onde passava mais tempo observando os outros do que jogando, e desistiu do clube. Ele, futuramente uma das maiores figuras do River Plate, poderia curiosamente também ter começado no River Plate uruguaio, onde foi aprovado, mas optou por seguir na equipe de futebol do Colégio Salesiano em que estudava, pela qual fora campeão por cinco anos seguidos em competições colegiais.
No último ano do colegial, então, recebeu oferta do Montevideo Wanderers (curiosamente, rival do River Plate que ele recusara), após ser observado por olheiros deste clube em partida de bairro onde atuou ao lado de colega que já estava nas categorias de base da equipe. Angariou respeito logo, a ponto da equipe juvenil iniciar jogando com dez em campo quando ele, por conta de compromissos escolares, se atrasava alguns minutos. Em 1980, ele estreou na equipe principal e os bohemios conseguiram seu melhor resultado desde seu quarto e último título nacional, em 1931 (ainda na fase amadora do futebol local): o vice-campeonato, atrás apenas do grande time do Nacional, campeão também da Libertadores e da Copa Intercontinental daquele ano.[carece de fontes?] Além da elegância, que o faria ser conhecido como El Príncipe (alcunha herdada de Aníbal Ciocca, ex-jogador do Wanderers), outro hábito que já demonstrava ali era o de mascar chicletes durante os jogos; o exercício lhe estimulava a salivar, o que evitava ressecamentos na boca. Afirmou que tornou-se tão dependente do hábito que não se sentia bem quando não dispunha de algum chiclete antes das partidas.
O vice-campeonato, que rendeu ao jovem comparações também com Juan Alberto Schiaffino admitidas por este próprio, porém, não levou os alvinegros para a Taça Libertadores da América de 1981: a segunda vaga uruguaia foi definida pelo vencedor da liguilla pre-Libertadores, torneio disputado pelos times que ficavam entre o segundo e o sétimo lugares no campeonato. Na de 1980, o clube ficou em terceiro e de fora da competição continental.[carece de fontes?] Na Primera División Uruguaya de 1981, a equipe de Francescoli fez nova boa campanha, terminando atrás apenas da dupla Nacional e Peñarol, mas novamente sucumbiu no minitorneio. Mesmo assim, meses depois, em fevereiro de 1982, fazia seu debute pela Seleção Uruguaia. A classificação para a Libertadores pela liguilla finalmente veio neste ano, ironicamente depois da pior campanha do Wanderers com Francescoli no campeonato nacional - um quinto lugar.[carece de fontes?]
Disputando a edição de 1983 da Libertadores, Enzo e sua equipe - na qual também eram figuras Jorge Barrios, Luis Alberto Acosta, Raúl Esnal (que iriam com ele à Copa América de 1983; Barrios também iria à Copa do Mundo de 1986, onde seria o mais jovem capitão do mundial) e Ariel Krasouski (que integrou com Barrios o elenco celeste vencedor do Mundialito de 1980[carece de fontes?])  -  fizeram campanha respeitável: terminaram seu grupo na liderança, empatados com o tradicional Nacional, e só foram eliminados ali porque apenas uma das quatro equipes de cada chave avançava para as semifinais - os tricolores venceram o play-off que decidiu com quem ficaria com a vaga única.[carece de fontes?]

### Primeira passagem pelo River Plate

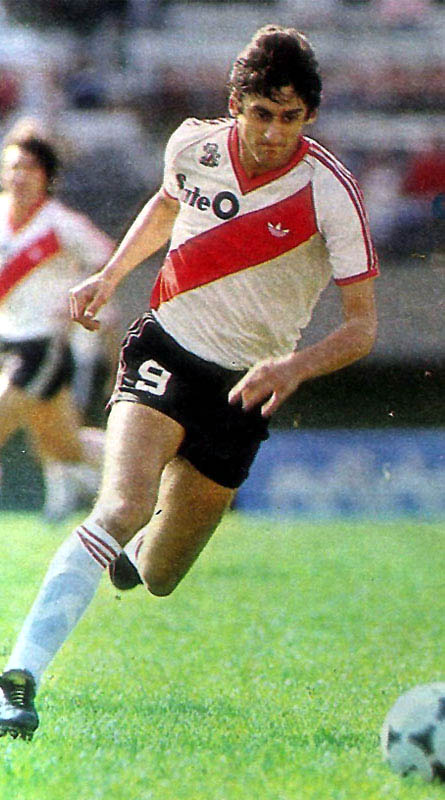
Francescoli em ação no River Plate, em 1985

Em 1983, o River Plate, após vê-lo brilhar na Copa América daquele ano, o contratou por 310 mil dólares, no que seria um de seus melhores negócios. Seu início ali, porém, seria irregular. A equipe terminou o Campeonato Metropolitano (o campeonato argentino era desde 1969 dividido em dois torneios, Nacional e Metropolitano, que, apesar do nome, era mais valorizado) em penúltimo[carece de fontes?] e só não terminou rebaixada por manobra política criada dois anos antes por conta da comoção gerada pelo rebaixamento de outro dos cinco grandes times argentinos, o San Lorenzo, mas que só se tornaria válida justamente naquele campeonato: a partir dele, as equipes a sofrerem o descenso seriam as que ficassem nas duas últimas colocações em uma tabela de pontuação das médias de cada clube no campeonato disputado juntamente com os dois anteriores. Por este método, aplicado até os dias atuais, o time de Francescoli ficou duas posições acima dos rebaixados; ironicamente, a medida, criada para proteger os grandes times, fez com que outro deles (o Racing) caísse no lugar do River.
No ano seguinte, Francescoli já passou a demonstrar seu potencial com mais constância, após ter alternado longos momentos de apatia, sem participar de uma jogada sequer, com lances geniais. No primeiro semestre, quando disputava-se o Campeonato Nacional (em que o sistema era de mata-matas), a equipe chegou à final, mas foi derrotada pelo Ferro Carril Oeste, chegando a perder por 0–3 na partida de ida, em pleno Monumental de Núñez. No Metropolitano (disputado em pontos corridos), o uruguaio terminou artilheiro com 24 gols, mas os millonarios ficaram apenas em quarto e onze pontos atrás do campeão Argentinos Juniors.[carece de fontes?]
Ainda assim, Francescoli, parte de certa legião uruguaia daquele River (ali jogou com Nelson Gutiérrez, Antonio Alzamendi, Jorge Villazán e Carlos Berrueta, dentre outros), foi eleito o melhor futebolista sul-americano de 1984.[carece de fontes?] Recebeu oferta do América de Cali, que, bancado pelo Cartel de Cali (que usava o clube para lavar dinheiro), montaria bons times na época - seria trivice-campeão seguido da Taça Libertadores da América entre 1985 e 1987[carece de fontes?] -, mas, desejoso em triunfar no River, Francescoli optou por ficar em Núñez.
Mesmo com a equipe ficando pelo caminho no Nacional de 1985, Francescoli foi eleito oficialmente o melhor jogador na Argentina, sendo inclusive o primeiro estrangeiro a receber tal premiação. O título argentino finalmente viria no campeonato seguinte, o de 1985/86 (que instituiu um único torneio, nos moldes das temporadas europeias, para o campeonato argentino),[carece de fontes?] e com ele terminando novamente na artilharia (agora com 25 gols, três deles em um frenético 5 a 4 no Argentinos Juniors, então campeão da Taça Libertadores da América).[carece de fontes?] Em janeiro de 1986, na pausa do campeonato, o uruguaio marcou seu mais famoso gol, em uma bicicleta na vitória de 5–4 (com três gols obtidos nos últimos sete minutos, incluindo outro dele) sobre a então respeitada Seleção Polonesa, que participava do torneio amistoso que os cinco grandes clubes argentinos organizam no verão. Humilde, declarou que apreciou mais o outro gol que fez naquela partida, "porque foi um gol de equipe, nos cansamos de fazer tabelas".
Após o título argentino, garantido com cinco rodadas de antecedência, sucedeu-se a Copa do Mundo de 1986. Depois do mundial, o uruguaio foi contratado pelo futebol europeu, pelo Racing Paris, clube recém-promovido da Ligue 2.[carece de fontes?] Poderia ter ido para a França antes mesmo do torneio: o Nantes se dispôs a pagar  2,5 milhões de dólares por seu passe, mas o então presidente riverplatense, Hugo Santilli, preferiu apostar que a estrela teria cotação maior após a Copa.

### Em França
A nova equipe de Francescoli era o clube mais tradicional de Paris, mas enfrentava decadência desde a década de 1950 e passara a recentemente rivalizar com a crescente ascensão do novato vizinho Paris Saint-Germain (fundado em 1970), que, por sinal, havia conquistado na temporada anterior o seu primeiro título francês.[carece de fontes?] Mesmo assim, a Matra resolveu patrocinar o time, que passou inclusive a chamar-se Matra Racing em 1987. Buscando formar um grande elenco que vencesse também a Ligue 1 e, até 1993, a Copa dos Campeões da UEFA, a empresa automobilística do magnata Jean-Luc Lagardère forneceu uma injeção financeira que permitiu as contratações também de Luis Fernández (ídolo do próprio rival PSG), Maxime Bossis, Thierry Tusseau, Pierre Littbarski, David Ginola, Sonny Silooy, Eugène Ekéké e até de outro uruguaio, Rubén Paz. Mas, na primeira temporada, o clube da capital francesa brigou contra o rebaixamento, conseguindo terminar em 13º em boa parte devido aos 14 gols de Francescoli, artilheiro do elenco e com o dobro de gols do vice.
Francescoli, naquele time, tornou-se ídolo, sendo eleito em 1987 o melhor jogador estrangeiro na França.[carece de fontes?] Para a temporada de 1987/88, o técnico português Artur Jorge, treinador do Porto que acabara de vencer surpreendentemente a Copa dos Campeões da UEFA, foi trazido ao time. Jorge seria o melhor técnico de Francescoli, na opinião do próprio. O Matra vinha conseguindo lutar pelas primeiras posições, alternando-se entre o terceiro e o segundo lugares a partir da segunda metade do certame. Porém, um incrível jejum de vitórias nas doze rodadas finais deixou o time apenas na sétima colocação, onze pontos atrás do campeão Monaco, e fora de competições europeias. Francescoli marcou oito vezes, sendo outra vez o artilheiro do Racing na liga. O uruguaio chegou a receber proposta da Juventus de Turim, na época carente de um comandante desde a aposentadoria de Michel Platini em 1987, mas a recusou. Após o campeonato de 1988/89, em que foi outra vez o artilheiro do time em campanha que livrou por pouco o clube do rebaixamento  (a equipe terminou na última posição antes dos três rebaixados, escapando apenas por ter justamente melhor saldo de gols que o antepenúltimo), foi contratado pelo campeão dobrado, o Olympique de Marseille (que havia vencido tanto o campeonato quanto a Copa da França).[carece de fontes?]
A má fase do Matra, de fato, não o impedia de ser visto como um astro mundial: Francescoli integrou, ainda como jogador deste clube, a Seleção do Resto do Mundo que jogou contra a Seleção Brasileira no amistoso que marcou a despedida de Zico pelo Brasil, em março de 1989, inclusive marcando um dos gols da vitória por 2–1.[carece de fontes?] Mas o time vinha decepcionando também na Copa da França: nos três anos em que esteve nos pingouins, Francescoli não conheceu sequer as oitavas-de-final do torneio, com eliminações frente equipes de divisões inferiores como Créteil e Rennes e perdendo para ambos tanto fora quanto dentro do Parc des Princes.[carece de fontes?] Insatisfeita com os resultados, Lagardère e sua Matra acabaram por também deixar o Racing em 1989. O clube não demoraria a enfrentar uma falência e a sair das primeiras divisões francesas, perdendo de vez na década de 1990 o posto de grande representante da capital para o Paris Saint-Germain. Ao 2016, é mais proeminente no rugby union.
Em Marselha, Francescoli acabou por ficar apenas uma temporada, marcante o suficiente para encantar um torcedor em especial: Zinédine Zidane. O futuro Zizou batizaria um de seus filhos de Enzo em homenagem ao uruguaio, que naquela edição de 1989/90 da Ligue 1 foi um dos principais nomes que deram o segundo título francês seguido aos ciels et blancs. A importância de Francescoli foi sentida na sua ex-equipe do Racing, que não se livrou do rebaixamento sem ele naquela temporada. Ironicamente, os dois times se enfrentaram nas semifinais da Copa da França e quem levou a melhor foram justamente os parisienses que ele deixara.[carece de fontes?] O OM caiu nas semifinais também da Copa dos Campeões da UEFA, sendo eliminado pelo Benfica pelo critério dos gols marcados fora de casa - os encarnados venceram no Estádio da Luz por 1–0 depois de terem perdido por 1–2 no Vélodrome.[carece de fontes?] O detalhe é que o gol benfiquista, feito a oito minutos do fim, foi marcado com a mão, mas a irregularidade não foi invalidada, tirando da final o elenco de Francescoli, Jean-Pierre Papin, Chris Waddle e Jean Tigana.

### Na Itália
Após a Copa do Mundo de 1990, realizada na Itália, em que chegou a enfrentar os próprios anfitriões no torneio, Francescoli foi finalmente jogar neste país. Juntamente com os compatriotas José Óscar Herrera e Daniel Fonseca, transferiu-se para o pequeno Cagliari, onde voltou a conviver com lutas contra o rebaixamento em suas duas primeiras temporadas no novo clube, nas quais ele somou apenas quatro (1990/91) e seis gols (1991/92) no campeonato italiano. Nelas, a equipe da Sardenha também não se saiu bem na Copa da Itália, sendo eliminada logo no primeiro confronto em ambas.[carece de fontes?]
Após duas temporadas sem aparentar tanto seu brilho por ter sido usado de modo mais recuado, atuando como responsável mais por iniciar jogadas do que por oferecer o último passe ou concluir, Enzo realizou uma grande terceira temporada pelos rossoblù, o suficiente para ser considerado um dos maiores jogadores do clube e um dos maiores uruguaios do futebol italiano: na Copa, ele marcaria seus únicos  gols (três) no torneio, com a eliminação só vindo nas quartas-de-final, contra o Milan. Na Serie A, a equipe conseguiu uma surpreendente sexta colocação, com vaga na Copa da UEFA seguinte e com ele marcando sete vezes, seus melhores números em uma única temporada no calcio. Desta vez, Francescoli não recusou as ofertas que vinham de Turim e desembarcou na cidade. Não na Juventus, que lhe quisera anos antes, mas no rival Torino, recém-campeão da Copa da Itália,[carece de fontes?] e que tinha uma pequena colônia uruguaia com Marcelo Saralegui e Carlos Alberto Aguilera.
Seu novo clube chegou perto de repetir o título na Copa, mas o Ancona surpreendeu e levou a melhor nas semifinais.[carece de fontes?] A campanha na Serie A, por sua vez, foi dúbia, em um campeonato bastante disputado: o Toro fugia do rebaixamento assim como aspirava à vaga na Copa da UEFA; o clube ficou quatro pontos acima do primeiro rebaixado e apenas dois atrás do último classificado para o torneio europeu. Já na Recopa Europeia, em que os granato estavam classificados como os campeões da Copa da Itália de 1993, o time caiu nas quartas-de-final, contra o futuro campeão Arsenal.[carece de fontes?]
A Supercopa Italiana (tirateima entre os vencedores do Campeonato e da Copa nacionais) de 1993, o troféu mais próximo que ele esteve de vencer na Itália, foi perdida para o Milan. Também não teve no Torino um bom desempenho no que se refere a gols, tendo marcado seu número mais baixo nas quatro edições da liga italiana que disputou: apenas três.[carece de fontes?] Ainda assim, ficou lembrado por boas atuações, especialmente na campanha na Copa da Itália.

### A consagração no River
Já com 33 anos e mal visto em seu país por atuar na Europa, resolveu voltar ao River Plate da Argentina. Apesar da idade, demonstrou grande fôlego no time campeão do Apertura naquele ano (a temporada argentina voltara a ser dividida em dois campeonatos distintos, agora chamados Apertura e Clausura, a partir de 1990/91), sendo ele, pela terceira vez, seu artilheiro,[carece de fontes?] além de um espelho para os mais jovens. Ali, o River foi também campeão nacional invicto pela primeira vez.
O time teve um ano menos empolgante em 1995: terminou em décimo no Clausura e em sétimo no Apertura,[carece de fontes?] caindo nos pênaltis em pleno Monumental nas semifinais da Taça Libertadores da América contra os colombianos do Atlético Nacional. Também nos pênaltis em semifinais, os millonarios foram eliminados pelo futuro campeão Independiente na Supercopa Libertadores, na qual Francescoli foi artilheiro." Os troféus dele naquele ano vieram com o Uruguai, sendo eleito o  futebolista sul-americano do ano. A falta de conquistas clubísticas naquele 1995 não o impediu de ser eleito também o melhor jogador do futebol argentino, dez anos após ter recebido a mesma premiação.[carece de fontes?]
No ano seguinte, com ele aposentado da Celeste para dedicar-se apenas ao River, as taças voltariam a Núñez. A primeira foi a mais importante: Francescoli liderou um conjunto jovem do River (dentre os quais, Ariel Ortega, Matías Almeyda, Juan Pablo Sorín, Hernán Crespo, Marcelo Gallardo), ao título da Taça Libertadores da América de 1996 - a segunda da história da instituição, igualando momentaneamente o arquirrival Boca Juniors[carece de fontes?] -, amenizando uma antiga frustração: dez anos antes, ele transferira-se para a França e justamente naquele segundo semestre de 1986 o clube, já sem ele, fora campeão da Libertadores e da Intercontinental ("Saldei uma dívida comigo mesmo", declarou sobre). Até 2013, foi a última vez em que o melhor time da fase de grupos conseguiu terminar o torneio como campeão. A conquista - curiosamente, contra o mesmo América de Cali que o clube derrotara na final continental de 1986 - é tida por ele, juntamente com a da Copa América de 1995, como o melhor momento da carreira. O ano de 1996 prosseguiu dourado para os millonarios, que encerraram uma série de campanhas ruins no campeonato argentino, faturando no segundo semestre o Apertura com nove pontos de vantagem sobre o segundo colocado após terem ficado apenas em 14º no Clausura, no primeiro semestre.
No final do ano, em que ele foi requisitado para voltar a defender o Uruguai, o River enfrentou a Juventus na Copa Intercontinental, tendo a chance de superar os boquenses (que ainda tinham apenas um título no torneio[carece de fontes?]) entre os vencedores do troféu, mas perdeu para os italianos. Curiosamente, na equipe adversária estava o fã de Francescoli, Zinédine Zidane. "Quando vi Francescoli jogar, ele era o jogador que eu queria ser. Era o jogador que eu via e admirava no Olympique de Marseille - meu ídolo. Joguei contra ele quando estava na Juventus. Quando você joga com o cara que você adorou a vida toda, é aí que percebe que se tornou grande. Enzo é como um deus", declarou o francês, que também afirmou em uma visita em 2008 ao Brasil que "O vi jogar muitas vezes. Dizem que temos a mesma movimentação e, observando as imagens, reconheço semelhanças entre nossos estilos.".
A decepção com a perda da Intercontinental e com a eliminação precoce nos pênaltis para o Racing no Monumental nas oitavas-de-final da Libertadores seguinte foi superada nos outros torneios que se seguiram, com o River emendando um tricampeonato nacional consecutivo, sendo campeão tanto do Clausura quanto do Apertura de 1997 e também da Supercopa Libertadores neste ano. Francescoli anunciou o encerramento da carreira no início de 1998 - o Uruguai não se classificara para a Copa do Mundo daquele ano -, recusando oferta de um milhão de dólares para continuar, mesmo sentindo que poderia jogar mais um ano. Noites mal-dormidas causadas pelo estresse advindo da rotina de jogador fizeram com que ele fosse buscar terapia desde 1996 ("errava um pênalti e ficava três dias mal, sentia que todos me olhavam por ter errado", explicou). Seu rosto já estava junto ao de Ángel Labruna, Alfredo Di Stéfano e outros mitos do River em bandeiras dos torcedores. O técnico Ramón Díaz também sentia a ascendência do uruguaio no ambiente do clube; o treinador não tinha bom relacionamento com seus jogadores e ficaria marcado por ter vencido disputas com outros ídolos no elenco riverplatense, mandados embora, como Gabriel Cedrés, Germán Burgos, Hernán Díaz, Leonardo Astrada e Sergio Berti, mas não conseguira se sobrepor a Francescoli.
Seus dois últimos jogos oficiais pelos millonarios foram históricos: ambos, em intervalo de quatro dias, valeram títulos, que foram conquistados. O primeiro deles, na quarta-feira de 17 de dezembro de 1997, foi o jogo de volta da decisão da Supercopa Libertadores, contra o São Paulo. Era a última edição do torneio, e o River jamais o havia conquistado, o que dava uma sensação de "agora ou nunca". Os brasileiros, com quem haviam empatado fora de casa, foram batidos por 1–2 no Monumental de Núñez. No domingo de 21 de dezembro, o River empatou no Estádio José Amalfitani em 1–1 com o Argentinos Juniors e sagrou-se campeão do Apertura 1997, concluindo o tricampeonato argentino seguido (a equipe havia faturado o Apertura 1996 e o Clausura 1997 previamente), desbancando o arquirrival Boca Juniors (de Diego Maradona, que também aposentou-se ali), o outro concorrente ao título - e que só havia sofrido uma derrota no campeonato. As duas voltas olímpicas em quatro dias ainda são uma marca recordista do River no futebol argentino, e a proximidade delas com o natal só aumentou as boas recordações para os torcedores.
Em 1 de agosto de 1999, retornou ao Monumental para um amistoso de despedida. 65 mil espectadores, dentre os quais o presidente da Argentina, Carlos Menem, e do Uruguai, Julio María Sanguinetti, foram ver a partida, assim como alguns torcedores do próprio arquirrival Boca Juniors, tamanho o seu carisma geral. O jogo reuniu os amigos de Enzo no River contra o clube que torcia na infância, o Peñarol, vencido por 0–4 com dois gols dele. Outro foi marcado em conjunto com seus pequenos filhos, que entraram em campo nos minutos finais, com Enzo entregando para Marco repassar para Bruno acertar as redes.
Outro ídolo riverplatense que viera do Uruguai, Walter Gómez, deu o pontapé inicial. Quando se aproximava o dia da partida, o compositor argentino Ignacio Copani lhe dedicou a música "Inmenzo" (um trocadilho com o prenome de Francescoli), tida como uma das canções-homenagem mais emotivas a um jogador, encerrando-se com o pedido "quiero verte una vez más querido Inmenzo, quiero verte una vez más, te lo suplico". Copani também cantou a música no amistoso de despedida.
Desde que o U-ru-guayo, como era saudado pela torcida, parou de jogar, o River Plate deixou rapidamente de impor o mesmo respeito internacional de antes, em crise que se agravaria também a nível doméstico, culminando em um inédito rebaixamento em 2011 - por ironia, no mesmo dia em que se completavam quinze anos da conquista da Libertadores de 1996. Francescoli ainda é o sétimo maior artilheiro do time, com 137 gols em 286 partidas, e está em terceiro entre os goleadores estrangeiros na Argentina, só atrás dos paraguaios Arsenio Erico e Delfín Benítez Cáceres.

## Seleção Uruguaia

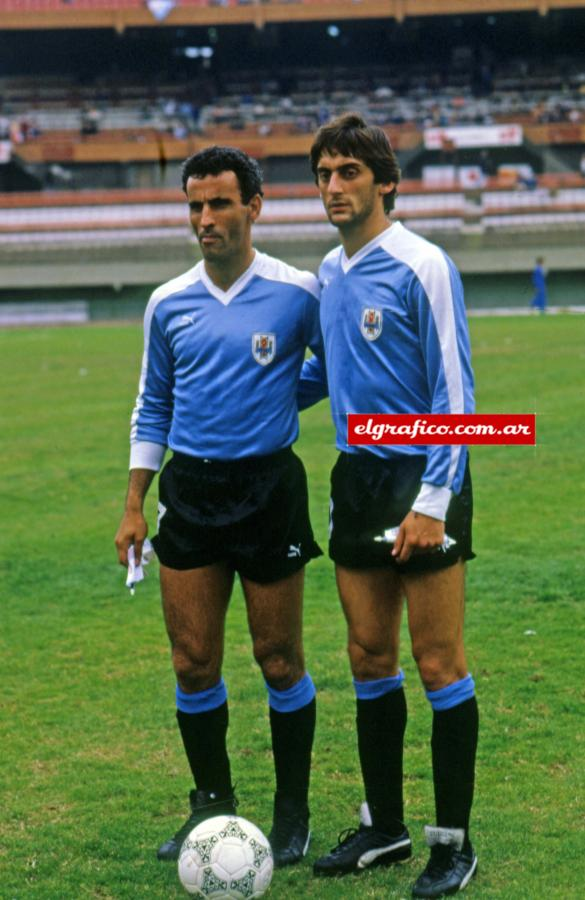
Francescoli na Seleção do Uruguai com Antonio Alzamendi durante a Copa América de 1987

Em 1981, um ano após o debute profissional, integrou a Seleção Uruguaia que venceu o Campeonato Sul-Americano de Futebol Sub-20, sendo eleito inclusive o melhor da competição. Participou também do mundial da categoria naquele ano, onde o Uruguai caiu nas quartas-de-final. Estreou pela seleção principal em 1982, em um torneio amistoso que o país disputou na Índia.[carece de fontes?] No ano seguinte, já integrava o plantel charrúa na Copa América de 1983, onde foi decisivo: ele fez o primeiro gol na vitória por 2–0 sobre o Brasil, no jogo de ida da decisão (então em duas partidas), gol este tido por ele como um de seus mais bonitos; acertou as redes de Leão em cobrança de falta, no que foi o primeiro gol dele pela seleção principal e a primeira vez em que atuava por ela dentro de seu país, em Montevidéu, depois de seis partidas iniciais jogadas todas no exterior.[carece de fontes?]
O Uruguai se classificou para a Copa do Mundo de 1986 depois de uma acirrada disputa contra o Chile no grupo formado também com o Peru (a vaga veio após vitória em confronto direto com os chilenos, que tinham a vantagem do empate, na última rodada, em Montevidéu).[carece de fontes?] Francescoli foi tido por críticos com potencial para ser o artista máximo da competição, opinião seguida pelo próprio  treinador uruguaio, Omar Borrás: "Todo mundo fala de Platini, de Maradona, de Elkjær... mas nosso Francescoli tem tudo para ser o grande destaque da Copa".
A participação uruguaia no torneio, porém, foi pouco bem vistosa: a Celeste deixou o México sem ter vencido, com dois empates e duas derrotas, uma delas nos famigerados 1–6 para a Dinamarca, justamente a partida em que ele marcou o que seria seu único gol em Copas.[carece de fontes?] Tal episódio é visto por ele como o mais vergonhoso da carreira. "Jamais nos demos conta de que estávamos fazendo um papelão. (...) Eu meto 1–2 (momentaneamente no placar) e saio correndo buscar a bola, dizendo 'vamos que empatamos'. Nos deram um baile e não nos demos conta. Nunca mais me aconteceu. É a única coisa que pediria perdão a todos os uruguaios", comentou. O Uruguai só passou de fase como um dos melhores terceiros colocados, caindo nas oitavas-de-final contra a rival e futura campeã Argentina de Diego Maradona.[carece de fontes?]
A decepção foi amenizada no ano seguinte com novo título na Copa América. O Uruguai entrou já na semifinal, como detentor do título. Mesmo sem ter marcado, Francescoli brilhou ali, contra a anfitriã Argentina, no seu conhecido Monumental de Núñez (o estádio do River Plate). A taça veio após vitória contra o Chile, e aquela conquista isolou o Uruguai como o maior vencedor do torneio até então: foi a décima terceira vez que os celestes sagravam-se campeões dele, ultrapassando os argentinos, que tinham então doze.[carece de fontes?]
Dois anos depois, os uruguaios estiveram novamente no páreo. O torneio foi decidido entre eles e o anfitrião Brasil, curiosamente em circunstâncias similares às da Copa do Mundo de 1950: no mesmo Maracanã, no mesmo 16 de julho, com os brasileiros tendo outra vez a vantagem do empate em um confronto direto pela taça na última rodada de um quadrangular final. Desta vez, porém, os anfitriões levaram a melhor. A seguir, iniciaram-se as eliminatórias para a Copa do Mundo de 1990 e outra vez os uruguaios tiveram de se superar para obter a classificação: a Bolívia mostrou-se o maior adversário no grupo formado também com o Peru. Francescoli e colegas realizaram os dois últimos jogos da campanha com a obrigação de vencê-los, e conseguiram, assegurando lugar no mundial nos critérios de desempate contra os bolivianos.[carece de fontes?]
A segunda Copa de Enzo não foi muito melhor do que a primeira; apesar de considerado por alguns analistas como um dos favoritos pelos talentos que tinha em seu plantel, o Uruguai novamente não se saiu muito bem, vencendo somente a Coreia do Sul (e por apenas 1–0) e outra vez avançou à segunda fase como um dos melhores terceiros colocados, voltando a cair nas oitavas-de-final, desta vez contra a anfitriã Itália.[carece de fontes?] Após o mundial, o técnico Óscar Tabárez foi substituído por Luis Cubilla, que já havia subaproveitado Francescoli quando treinara o River Plate, na época em que Enzo chegara ao clube. Cubilla atendeu a um forte sentimento entre os fãs uruguaios na época, de ressentimento contra os atletas do país que atuavam na Europa, e inclusive insinuou que Francescoli e também Rubén Sosa, Carlos Alberto Aguilera e José Óscar Herrera seriam "dinheiristas". Revoltados, eles teriam se recusado a jogar se Cubilla não se retratasse; fato é que tais jogadores ficaram de fora da Copa América de 1991.
Sem as estrelas "europeias", o Uruguai caiu na primeira fase. Para a de 1993, eles já estavam de volta. Mesmo convocado por Cubilla, porém, Enzo não foi utilizado no torneio e o Uruguai caiu nas quartas-de-final. Só em um amistoso após a Copa América de 1993 é que ele encerrou um hiato de mais de três anos sem jogar pela Celeste.[carece de fontes?] Nessas duas Copa América que ele não jogou, por sinal, a Argentina reverteu a situação e faturou ambas, reultrapassando o Uruguai como a maior vencedora da competição.[carece de fontes?]
Ainda contestado, ele foi utilizado nas eliminatórias para a Copa do Mundo de 1994. Uruguai, Brasil e Bolívia chegaram à última rodada do grupo formado também com Equador e Venezuela como os postulantes às duas vagas ofertadas. Os três tinham dez pontos, e brasileiros e uruguaios fariam um confronto direto no Maracanã. Os adversários venceram por 2–0 e, como a Bolívia conseguiu um ponto ao empatar naquela rodada, os orientales ficaram em terceiro e de fora da Copa.[carece de fontes?] A desclassificação para o mundial dos Estados Unidos é tido por Francescoli como o episódio mais triste da carreira: "vinha sofrendo dois anos de luta com Cubilla e meio Uruguai. 'Tirem o passaporte desse traidor da pátria', me diziam. Por isso desabei em um canto do Maracanã a chorar".
Um alento viria na Copa América de 1995, no seu Uruguai, já sob outro técnico, Héctor Núñez. Retornando ao torneio, Francescoli ergueu no Estádio Centenario uma última vez o troféu, em nova final contra o (recém-tetracampeão do mundo) Brasil. A conquista veio apenas nos pênaltis, com ele acertando a primeira cobrança celeste.[carece de fontes?] Este título, além de reigualar Uruguai e Argentina como os maiores vencedores da competição (o que foi mantido até 2011, quando seu país conseguiu isolar-se novamente ao obter o décimo quinto título), faria Enzo, que tivera um ano sem troféus no River Plate, ser eleito novamente o melhor jogador da América do Sul, já aos 34 anos, onze anos após ter recebido a mesma premiação. No torneio, ele também marcou o que seria seu último gol pela seleção, contra o Paraguai.[carece de fontes?]
Francescoli havia optado por deixar a seleção após a conquista. Porém, nas eliminatórias para a  para a Copa do Mundo de 1998, seus colegas acumularam insucessos e Enzo acabou por ser convencido a voltar pelo próprio presidente uruguaio, Julio María Sanguinetti, reestreando em outubro de 1996. No período, voltou a ficar de fora de uma Copa América, se ausentando da de 1997. Seus dois últimos jogos pela Celeste, em julho e agosto daquele ano, ocorreram após o torneio, disputado em junho. Os uruguaios ainda tinham três compromissos antes do encerramento das eliminatórias sul-americanas, mas chegaram à última rodada já sem chances matemáticas de classificação, terminando em sétimo no grupo único da CONMEBOL.[carece de fontes?]
Ao todo, Francescoli realizou 73 partidas oficiais por seu país, com 37 vitórias, 18 empates e 18 derrotas e 17 gols marcados. Despediu-se como o segundo jogador com mais partidas pelo Uruguai, apesar dos três anos em que esteve renegado e do outro em que ficou voluntariamente aposentado, estando apenas quatro jogos atrás do então recordista, o goleiro Rodolfo Rodríguez. Posteriormente, seria superado pelo também goleiro Fabián Carini e pelo atacante Diego Forlán.[carece de fontes?]

### Jogos
A tabela abaixo resume as aparições de Enzo Francescoli pela Seleção Uruguaia.[carece de fontes?]

## Além dos gramados
Francescoli é casado com Mariela Yern desde 1984 e com ela teve dois filhos, Bruno e Marco. Sua esposa é psicóloga, no que teria sido de grande valia para o casal: a profissão a teria feito ser compreensiva com as emoções do marido, a quem chegou a entrevistar em um programa televisivo em 2000. Bruno escolheu a advocacia, enquanto Marco tentou seguir os passos do pai, chegando a integrar os juvenis do Cagliari, onde Francescoli atuou por três anos, e do Estudiantes La Plata, mas não obteve muita projeção. A vontade de acompanhar o crescimento dos filhos, que estavam entrando na adolescência quando ele estava prestes a se aposentar, foi outro fator para que ele optasse por parar de jogar. Filho de Ernesto Francescoli e Olga Uriarte, seu prenome deveria ter sido Vincenzo, mas os pais optaram por batizá-lo com uma versão reduzida por conta do sobrenome já longo. Enzo tem ainda dois irmãos, Luis Ernesto, dois anos mais velho, e Pablo, treze anos mais moço.
Sua maneira de ser é, desde a infância, o de uma pessoa tímida, que pouco fala e, no que ele considera como uma virtude, muito observadora, sendo tido por quem o conheceu como um fenômeno dentro e fora de campo. Foi embaixador uruguaio da Unicef até ser sucedido por Diego Forlán e, em 2002, chegou a ir morar com a família em Miami, onde criaria em 2003 com Paco Casal, seu antigo empresário, a emissora Gol TV. Os Francescoli regressaram a Buenos Aires, onde estavam acostumados a viver, cinco anos depois, embora Enzo costumava ainda viajar mensalmente aos Estados Unidos por conta de suas atividades no canal. Em 2010, liderou a equipe do Canal 7, a emissora estatal argentina, na transmissão da Copa do Mundo do ano.
Desde que encerrou a carreira, só retornou aos gramados para jogos festivos, como os que celebraram as aposentadorias de Juan Pablo Sorín, Víctor Aristizábal e Diego Maradona, considerado por ele o maior jogador que viu, além de amigo. Maradona só não teria participado da despedida do próprio Francescoli porque os torcedores do River Plate se posicionaram fortemente contra. "Não houve nenhum problema. Para mim há três coisas que não discuto nem com meus melhores amigos: religião, política e futebol, coisas em que a pessoa, equivocada ou não, defende uma causa", assegurou, embora ressalte que nunca se prendeu ao jogo: "jamais irás escutar eu dizendo 'sou do River e morro pelo clube', por mais que seja muito mais torcedor do que outros que dizem que são".
O segundo maior jogador que viu, para ele, é Zinédine Zidane, opinião que ele admite ser bastante influenciada por razões emocionais. O francês é um grande fã de Francescoli, a ponto de ter batizado um dos filhos de Enzo. O uruguaio soube da homenagem pouco antes de enfrentar Zizou pela Copa Intercontinental de 1996, e por isso fez questão de trocar de camisas com o francês ao fim da partida. A peça se tornou a favorita de Zidane para dormir. Ele também chegou a viajar a Buenos Aires especialmente para divulgar ao lado do ídolo a nova camisa do River, em 2008. Posteriormente, os dois chegariam a apresentar Football Cracks, um reality show que buscava descobrir novos talentos futebolísticos na Espanha. A grande admiração de Zidane se estendeu aos demais franceses: Francescoli já contou que, por conta da relação, sente-se mais respeitado na França atualmente do que na época em que atuava no país.

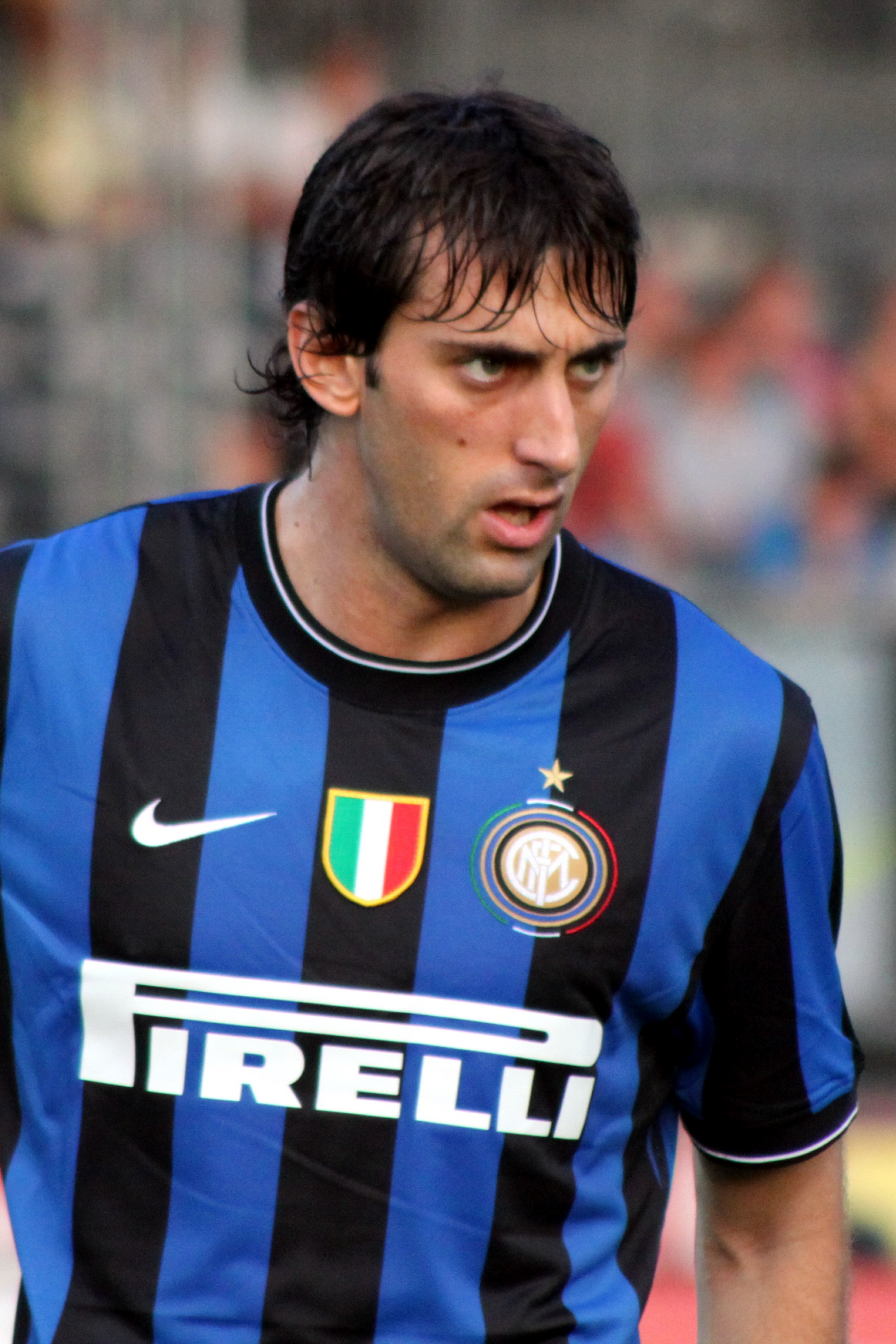
Diego Milito.

Outro famoso a ter sido batizado em homenagem a ele é o jogador argentino Enzo Pérez. Ele também é relacionado a outro argentino, Diego Milito, embora por outras razões: este é um grande sósia de Francescoli, que já brincou dizendo que nem seus filhos se parecem tanto com ele, tanto na aparência física quanto na forma de andar. Por causa da semelhança, Milito também ficou conhecido como El Príncipe. Desde que deixou de atuar, Francescoli foi sondado diversas vezes para treinar o River, mas nunca demonstrou vontade de exercer a função de treinador; afirmou que se lhe convidassem para ser manager do clube, poderia aceitar, visto que poderia empregar ali os aprendizados que teve como empresário. Longe do futebol, aprecia também fumar, hábito que tem desde os 16 anos, e jogar golfe.
Costumeiramente visto como o craque da uma época decadente do Uruguai, Francescoli já disse que o título do país na Copa do Mundo de 1950 rendeu uma certa pressão às gerações seguintes de jogadores, além de mitificar demasiadamente a garra uruguaia. "O Uruguai não ganhou no Maracanã por garra, ganhou porque jogava muito bem. Ghiggia, Schiaffino e Julio Pérez desequilibravam. Obdulio foi buscar a bola (após o Brasil ter aberto o placar naquela decisão) como eu contra a Dinamarca. E tomamos seis! Se nós terminássemos ganhando da Dinamarca, teriam dito: 'Como Enzo os motivou!' Não ganharam pela raça, ganharam porque jogavam bem de verdade, mas a fantasia perdurou pelo tempo", chegou a se posicionar sobre.
Um dos fatores que, por outro lado, o impedem de ter mais prestígio no Uruguai é a sua relação com Paco Casal. Rumores sobre o hiato na Celeste em que Enzo e outros dos principais jogadores uruguaios que jogavam na Europa afirmavam que Casal os ordenou para não jogar por ela, em resposta a brigas que ele vinha enfrentando nos bastidores da Associação Uruguaia de Futebol. Este é polêmico ali por ter grande controle sobre os clubes locais, sendo dono do vínculo dos principais jogadores uruguaios e da televisão que transmite os jogos, por meio da Tenfield, empresa da qual Francescoli e o ex-colega de River e seleção Nelson Gutiérrez também fazem parte. "O contrato com a empresa Tenfield SA (...) tem sido prejudicial ao futebol uruguaio. Os jogadores cada vez ganham salários menores, os clubes estão falidos, mas os empresários são cada vez mais ricos. Os únicos jornalistas que apóiam a relação contratual entre a AUF e a Tenfield são os que trabalham para a empresa, que tem o monopólio no país.", expressou um crítico. Muitos vêem nos negócios de Casal a causa da decadência, inclusive doméstica, dos grandes times do país, Nacional e Peñarol, que só começou a reerguer-se, voltando em 2011 a uma final de Taça Libertadores da América depois de 24 anos,[carece de fontes?] justamente após romper com o empresário.
Francescoli defende Casal: "É o empresário mais importante do meu país, e construiu (seu poder) desde o nada. Se envolveu em coisas que geram paixão, como futebol e carnaval, e isso gera divisões (de opiniões). (...) É uma boa pessoa. Um homem que ajuda mais do que crêem", afirmou. "Paco não se levantou um dia e disse 'quero ser dono do futebol uruguaio'. Não. O futebol foi dado a Paco porque os dirigentes não foram aptos a vender os jogadores que criavam", completou. A relação fez com que Francescoli, ainda como jogador, se desentedesse com "nove dos dez jornalistas mais importantes do país", nas palavras do próprio.

## Títulos
River Plate
- Campeonato Argentino: 1985–86, Apertura 1994, Apertura 1996, Clausura 1997 e Apertura 1997[carece de fontes?]
- Copa Libertadores da América: 1996[2]
- Supercopa Sul-Americana: 1997[2]

Olympique de Marseille
- Ligue 1: 1989–90[carece de fontes?]

Seleção Uruguaia
- Campeonato Sul-Americano de Futebol Sub-20: 1981
- Copa América: 1983, 1987, 1995[2]

### Prêmios individuais
- Melhor futebolista do Campeonato Sul-Americano de Futebol Sub-20: 1981[2]
- 3º Melhor jogador do Mundo pelo Guerin Sportivo: 1985 [62]
- Equipe do ano na América do Sul (4): 1994, 1995, 1996, 1997
- Equipe da Copa América: 1983, 1987[63], 1989[64] e 1995[65]
- Melhor futebolista Sul-Americano do Ano: 1984 e 1995[carece de fontes?]
- Melhor jogador da Copa América: 1983, 1995
- Melhor futebolista do Ano na Argentina: 1985, 1995[carece de fontes?]
- Melhor futebolista Estrangeiro do Ano na França: 1987[carece de fontes?]
- FIFA 100
- Corredor da fama do Cagliari
- Eleito para o melhor Cagliari de todos os tempos
- Eleito o maior jogador da história do River Plate
- Eleito o 10° melhor jogador do século XX pela Revista France Football: 1999
- Eleito o 24° melhor jogador Sul-Americano do século XX pela IFFHS: 1999
- Eleito 80° colocado entre os 100 melhores jogadores do século XX pela World Soccer
- Seleção de Todos os Tempos do Uruguai (IFFHS): 2022[66]

### Artilharias
- Maior artilheiro estrangeiro do River Plate (137 gols)
- Supercopa Libertadores 1995: (7 gols)
- Campeonato Argentino: Metropolitano 1984 (24 gols), Primera División 1985-86 (25 gols), Apertura 1994 (12 gols)